# Ninong Ering
Pour les articles homonymes, voir Ering.
Ninong Ering (né le 3 janvier 1959) est un homme politique indien membre du Congrès national indien. Il représente l'Arunachal East à la Lok Sabha, la chambre basse du Parlement indien de 2009 à 2019. Il est ministre d'État de l'Union pour les affaires des minorités de 2012 à 2014.

## Carrière politique
Ninong Ering est membre de l'Assemblée législative de l'Arunachal Pradesh, représentant la circonscription de Pasighat East en tant que candidat indépendant de 1990 à 1995. En 1995, il participe de nouveau à l'élection dans la même circonscription en tant que candidat indépendant, mais il est battu par le candidat du Congrès Tobar Jamoh. De 1999 à 2004, il redevient membre de l'Assemblée législative de l'Arunachal Pradesh, représentant la même circonscription au Congrès. De 1999 à 2002, il est ministre d'État du gouvernement de l'Arunachal Pradesh et de 2002 à 2004, il est vice-président de l'Assemblée législative de l'Arunachal Pradesh.
En 2009, il est élu au 15e Lok Sabha, où il est membre du Comité permanent de la science et de la technologie, de l'environnement et des forêts et membre du Comité consultatif du ministère de l'Aviation civile. Il est réélu au 16e Lok Sabha dans la même circonscription en 2014 et est de nouveau membre du Comité permanent de la science et de la technologie, de l'environnement et des forêts et du Comité consultatif du ministère du Pétrole et du Gaz naturel.

## Présentation du projet de loi sur les prestations menstruelles
Ninong Ering rédige un projet de loi d'initiative parlementaire, « The Menstruation Benefit Bill, 2017 », qui propose que les femmes travaillant dans les secteurs public et privé bénéficient de deux jours de congé menstruel payé chaque mois. Le projet de loi vise également à fournir de meilleures installations de repos sur le lieu de travail pendant les menstruations.

## Critique de Swami Ramdev
Le 19 février 2011, Ninong Ering aurait critiqué la campagne anti-corruption du chef religieux indien Swami Ramdev et l'aurait qualifié de "chien sanglant". Le parti Bharatiya Janata a critiqué ces attaques, déclarant que Ramdev était une figure vénérée et que si M. Ering devrait s'excuser auprès du Parlement indien. Le parti du Congrès a affirmé qu'il avait demandé des explications à Ninong Ering à ce sujet.

## Vie privée
Ninong Ering appartient à la tribu Adi et est membre du Conseil de l'Église évangélique du nord-est de l'Arunachal Pradesh. Il a quatre enfants.